# Вилья-Хуарес (Агуаскальентес)
Вилья-Хуарес (исп. Villa Juárez) — небольшой город в центральной части Мексики, на территории штата Агуаскальентес. Входит в состав муниципалитета Асьентос.

## Географическое положение
Вилья-Хуарес расположен на востоке штата, на расстоянии приблизительно 24 километров к северо-востоку от города Агуаскальентес. Абсолютная высота — 1987 метров над уровнем моря.

## Население
Согласно данным, полученным в ходе проведения официальной переписи 2005 года, в городе проживало 4293 человека (2087 мужчин и 2206 женщин). Насчитывалось 947 домов. По возрастному диапазону население распределилось следующим образом: 43,8 % — жители младше 18 лет, 48 % — между 18 и 59 годами и 8,2 % — в возрасте 60 лет и старше. Уровень грамотности среди жителей старше 15 лет составлял 96,8 %.
По данным переписи 2010 года, численность населения Вилья-Хуареса составляла 4888 человек. Динамика численности населения города по годам:
| 2000 | 2005 | 2010 |
| ---- | ---- | ---- |
| 3959 | 4293 | 4888 |